# Kalabo (Distrikt)

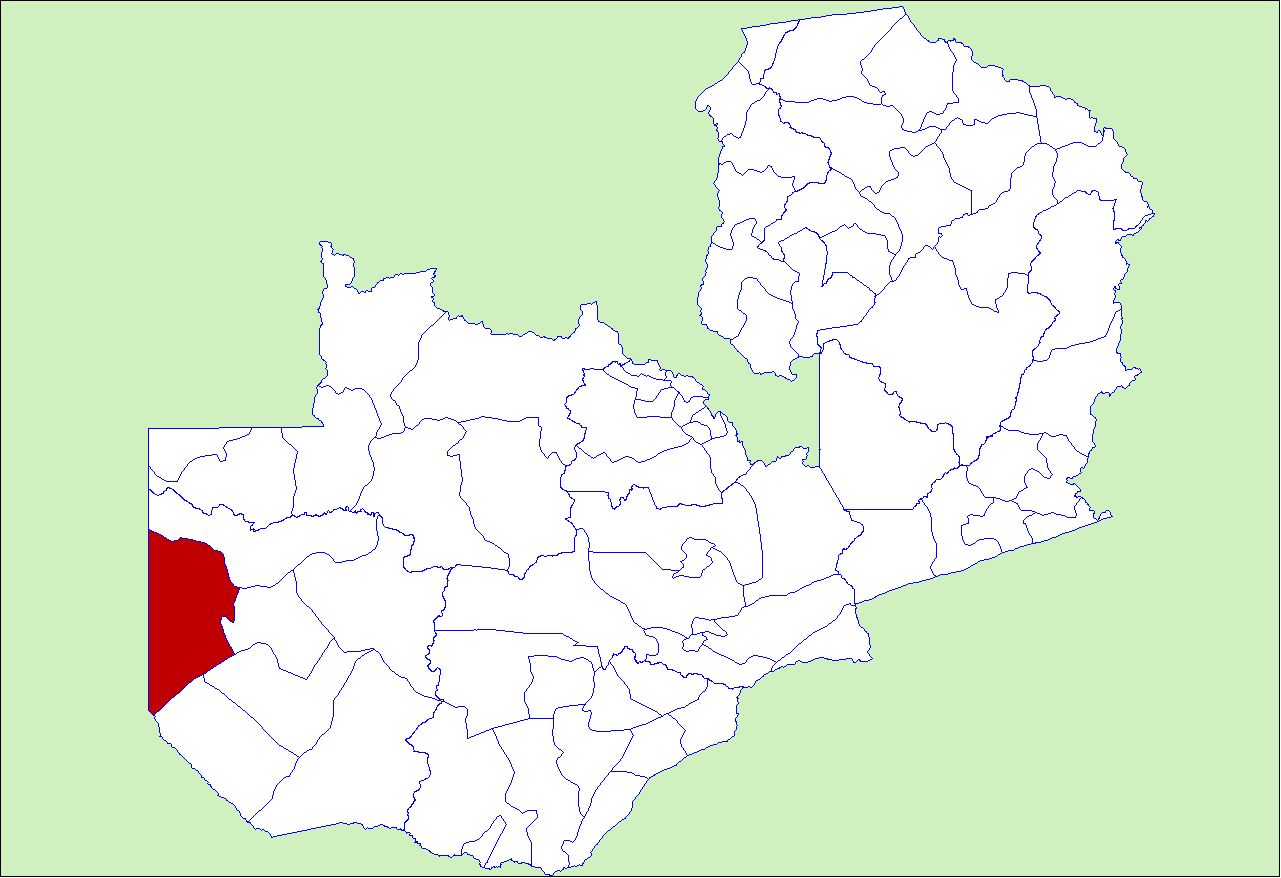
Der Distrikt Kalabo vor der Abspaltung von Sikongo

Kalabo ist einer von 16 Distrikten in der Westprovinz in Sambia. Er hat eine Fläche von 9067 km² und es leben 111.769 Menschen in ihm (2022). Von ihm wurde 2012 der Distrikt Sikongo abgespaltet. Hauptstadt ist der Ort Kalabo.

## Geografie
Kalabo befindet sich etwa 550 Kilometer westlich von Lusaka. Der Distrikt liegt auf einer relativ gleichmäßigen Höhe von über 1000 m. Die Nordgrenze bildet der Luanginga-Nebenfluss Luambimba. Die Ostgrenze wird vom Sambesi gebildet, einen Teil der Südgrenze bilden der Fluss Luanginga und dessen Nebenfluss Nengo.
Der Distrikt grenzt im Norden an den Distrikt Mitete und an ein kleines Stück von Lukulu, im Osten an Limulunga und Mongu, im Süden an Nalolo und im Westen an Sikongo und die Provinz Moxico in Angola.
Im Norden liegt der Liuwa-Plain-Nationalpark.

## Wirtschaft
Der Distrikt ist sehr arm. Die Haupteinnahmequellen im Distrikt sind Landwirtschaft und Fischfang. Es werden Maniok, Mais und Reis angebaut. Auch Viehzucht wird betrieben.